# 圖本塔爾
图本塔尔（德語：Turbenthal）是瑞士联邦苏黎世州温特图尔区的市镇。该市镇面积为25.07平方千米，海拔高度550米，2018年12月31日人口数为4,899。

## 外部連結
- 图本塔尔官方网站 （页面存档备份，存于） （德文）